# 제2원정타격단
제2원정타격단(Expeditionary Strike Group 2 (ESG-2))는 미국 해군 제2함대의 원정타격단이다. 버지니아주 햄프턴 로드스 해군지원처에 본부를 두고 있다.

## 역사
1978년, 제2상륙단은 제2상륙전대, 제4상륙전대, 제6상륙전대, 제8상륙전대로 편성되었고 모두 버지니아주 노퍽에 주둔하였다. 미국 해군 예비군 함정인 USS 프랜시스 마리온 (LPA-249) 또한 제2상륙단에 소속하였다.
1984년에 1978년과 같이 같은 4개 전대로 편성되었는데, 여러 척의 LHA, LKA, LPH, LPD, LST이 소속하였다. USS 마운트휘트니 (LCC-20)와 USS 콜로나도 (AGF-11) 또한 지휘하였다.
2006년 12월 31일, 제2상륙단이 제2원정상륙단으로 재편성되었다.

## 산하 부대
- 제2상륙건설대대 (ACB 2)
- 제2강습정부대 (ACU 2)
- 제4강습정부대 (ACU 4)
- 제4상륙전대 (PHIBRON) 4
- 제6상륙전대 (PHIBRON) 6
- 제8상륙전대 (PHIBRON) 8
- 제2해안상륙대 (BMU) 2
- 함대 외과팀 FST
- 제2해군해변단 (NBG-2)
- 제21전술항공관제대대 (TACRON 11)
- 제22전술항공관제대대 (TACRON 22)

## 소속 함선
| - 와스프급 강습상륙함 - USS 와스프 (LHD-1) - USS 키어사지 (LHD-3) - USS 바탄 (LHD-5) - USS 이오지마 (LHD-7) | - 샌안토니오급 상륙수송선거함 - USS 샌안토니오 (LPD-17) - USS 메사베데 (LPD-19) - USS 뉴욕 (LPD-21) - USS 앨링턴 (LPD-24) - USS 포트로더데일 (LPD-28) | - 상륙선거함 - 윗비섬급 선거상륙함 - USS 건스턴홀 (LSD-44) - USS 토르투가 (LSD-47) - 하퍼스페리급 선거상륙함 - USS 카터홀 (LSD-50) - USS 오크힐 (LSD-51) - 원정이송선거함 - USS Lewis B. Puller (ESB-3) - USS Hershel "Woody" Williams (ESB 4) |

## 계보
- 1978년, Amphibious Group 2→제2상륙단
- 2006년, Expeditionary Strike Group 2→제2원정타격단

## 같이 보기
- 제3원정타격단, 제3함대
- 제7원정타격단, 제7함대

## 참고
1. ↑  Polmar 1978, 7쪽.
2. ↑  Polmar 1978, 9쪽.
3. ↑  “Reporting Units”. 《Commander, U.S. 2nd Fleet》 (미국 영어). 2024년 9월 26일에 원본 문서에서 보존된 문서. 2023년 5월 18일에 확인함.
4. ↑  “Reporting Ships”. 《Commander, U.S. 2nd Fleet》 (미국 영어). 2024년 9월 26일에 원본 문서에서 보존된 문서. 2023년 5월 18일에 확인함.

- Polmar, Norman (1978). 《Ships and Aircraft of the U.S. Fleet》 11(Eleven)판. ISBN 0-87021-642-2.